# كمال الملاخ
كمال الملاخ كاتب وصحفي وعالم آثار وأديب مصري راحل. أسس الجمعية المصرية لكتاب ونقاد السينما في العام 1973.
ولد كمال وليم يونان الملاخ في 26 أكتوبر 1918 بمدينة أسيوط، وتوفي بالقاهرة في 29 أكتوبر 1987.

## دراساته
حصل على شهادة البكالوريا ثم التحق بكلية الفنون الجميلة قسم عمارة وتخرج منها في 1934، ثم التحق بكلية الضباط الاحتياط وتخرج منها. درس الآثار في معهد الآثار وحصل على ماجستير الآثار المصرية وفقه اللغة المصرية القديمة على يد عالم الآثار الفرنسي أيتين دريتون.

## مراكب الشمس
في 26 مايو 1954 أعلن عن اكتشاف أحد مراكب الشمس وإخراجها إلى النور بعد أن ظلت في باطن الأرض 5000 سنة. وهي من آثار الملك خوفو صاحب الهرم الأكبر، وتعرض الآن بمتحف ملحق بمنطقة أهرامات الجيزة..
أحدث هذا الكشف دويّا هائلا لدى الدوريات المهتمة بالآثار القديمة وتقدر قيمتها. فظهرت صورة كمال الملاخ على غلاف مجلة التايم وأفردت له العديد من صفحاتها.
عن هذا الاكتشاف صدر عن الدار المصرية اللبنانية كتاب بعنوان «مراكب خوفو حقائق لا أكاذيب» لمختار السويفي عرض قصة مراكب الملك خوفو مع مجموعة كبيرة ونادرة من الصور .

## العمل الصحفي
التحق كمال الملاخ بجريدة الأخبار وتولّى رئاسة القسم الفني لدار أخبار اليوم كما قام برسم يوميات 'الأخبار' و'آخر ساعة' و'أخبار اليوم' و'الجيل الجديد' بالإضافة إلى رسم مقالات توفيق الحكيم ومحمد التابعي والعقاد وسلامة موسى وكامل الشناوي ومحمد حسنين هيكل.
و في صيف 1957 اصطحبه محمد حسنين هيكل معه إلى جريدة الأهرام حيث كان قد استقال من مصلحة الآثار ومن جريدة الأخبار وكان صديق شخصي للكاتب أنيس منصور
و يعد كمال الملاخ هو مؤسس الجمعية المصرية لكتاب ونقاد السينما ومؤسس مهرجاني القاهرة والإسكندرية السينمائيين ورئيسهما.

## مؤلفاته
صدر للمهندس كمال الملاخ 32 كتابا منها: أغاخان، خمسون سنة من الفن، حكايات صيف وصالون من ورق. وترجم إلي الإنجليزية: قاهر الظلام عن حياة الأديب طه حسين والذي ترجم إلى الفرنسية والصينية وتحول إلى فيلم سينمائي.

## الجوائز
نال كمال الملاخ تقديرا محليا ودوليا، فأهداه الرئيس جمال عبد الناصر وساما رفيعا من أوسمة الدولة لاكتشافه مراكب الشمس. وفاز بجائزة الدولة التشجيعية في أدب الرحلات العام 1972 سلمها له الرئيس أنور السادات، كما سلمه الرئيس حسني مبارك جائزة الدولة التقديرية.